# Vincent du Vigneaud
Vincent du Vigneaud (18 mai 1901 - 11 décembre 1978) est un biochimiste franco-américain. Il reçut la Médaille William-H.-Nichols en 1945, le prix Lasker en 1948 puis le prix Nobel de chimie en 1955 et le prix Willard-Gibbs en 1956.

## Biographie
Il adhéra à l'association Alpha Chi Sigma durant ses études à l'université de l'Illinois en 1930.
Il est lauréat du prix Nobel de chimie de 1955 « pour son travail sur les importants composés biochimiques à base de soufre, particulièrement pour la première synthèse d'une hormone polypeptidique ».